# Station Robertsbridge
Robertsbridge is een spoorwegstation van National Rail in Robertsbridge, Rother in Engeland. Het station is eigendom van Network Rail en wordt beheerd door Southeastern. 